# آکسبو (نیویورک)
آکسبو (به انگلیسی: Oxbow) یک منطقهٔ مسکونی در ایالات متحده آمریکا است که در نیویورک واقع شده‌است. آکسبو ۰٫۵۲ کیلومتر مربع مساحت و ۱۰۸ نفر جمعیت دارد و ۱۰۶٫۹۹ متر بالاتر از سطح دریا واقع شده‌است.